# 남산초등학교 (부여군)
남산초등학교는 대한민국 충청남도 부여군 장암면 장하리 691-1에 있었던 공립초등학교이다. 1943년 개교하였고 2010년 2월에 폐교되었다.
학교 인근에 조선시대 과천현감을 지낸  조태징 선생을 모시고 있는 부여 흥학당이 위치하고 있다.

## 학교 연혁
- 1943년 9월 28일 남산공립국민학교 개교(설립인가 9월 7일)
- 1959년 8월 11일 지토분교장 설치
- 1960년 4월 1일 성북국민학교 분리
- 1970년 7월 1일 벽지학교(라급지) 지정
- 1984년 3월 1일 병설유치원 설립인가
- 1996년 3월 1일 남산초등학교로 개칭
- 1999년 3월 1일 성북분교장 통폐합
- 2010년 2월 11일 제63회 졸업식
- 2010년 3월 1일 폐교

## 같이 보기
- 부여 흥학당 - 충청남도의 유형문화재 제125호